# Орден князя Ярослава Мудрого
О́рден кня́зя Яросла́ва Му́дрого  — державна нагорода України для нагородження громадян за видатні заслуги перед Україною в галузі державного будівництва, зміцнення міжнародного авторитету України, розвитку економіки, науки, освіти, культури, мистецтва, охорони здоров'я, за визначні благодійницьку, гуманістичну та громадську діяльність.
З моменту заснування у 1995 році орден був найвищим орденом України для нагородження громадян України, іноземців та осіб без громадянства; з 1998 року для громадян України найвищою нагородою є звання Герой України (з врученням ордена «Золота Зірка» або ордена Держави); для іноземців та осіб без громадянства орден князя Ярослава Мудрого продовжував залишатися найвищим орденом України до заснування у 2008 році ордена Свободи.
Автор знаків ордена — скульптор Швецов В. В.

## Історія нагороди
- 23 серпня 1995 року Указом Президента України Л. Д. Кучми № 766/95 встановлена відзнака Президента України «Орден князя Ярослава Мудрого» I, II, III, IV і V ступеня. Указом також затверджені Статут відзнаки та опис знака ордена V ступеня; було доручено Комісії по державних нагородах України при Президентові України на конкурсній основі розробити проєкт і опис знаків ордена князя Ярослава Мудрого I, II, III і IV ступеня.
- 19 червня 1998 року Указом Президента України № 662/98 був затверджений опис знаків відзнаки Президента України «Орден князя Ярослава Мудрого» I, II, III, IV ступеня; визначено, що нагородження орденом князя Ярослава Мудрого наступного ступеня можливе не раніше як через 3 роки після нагородження орденом попереднього ступеня (в попередньому Указі — через 5; на практиці ця норма не завжди виконується).
- 16 березня 2000 року Верховна Рада України прийняла Закон України «Про державні нагороди України», у якому була встановлена державна нагорода України — орден князя Ярослава Мудрого I, II, III, IV, V ступеня. Було установлено, що дія цього Закону поширюється на правовідносини, пов'язані з нагородженням осіб, нагороджених відзнаками Президента України до набрання чинності цим Законом; рекомендовано Президентові України привести свої укази у відповідність із цим Законом.

## Статут ордена князя Ярослава Мудрого
1. Орденом князя Ярослава Мудрого нагороджуються громадяни України, іноземні громадяни, особи без громадянства.
2. Нагородження орденом князя Ярослава Мудрого здійснюється Указом Президента України.
3. Вищим ступенем ордена є І ступень.
4. Нагороджений орденом князя Ярослава Мудрого будь-якого ступеня іменується кавалером ордена князя Ярослава Мудрого.
5. Девіз ордена князя Ярослава Мудрого — «Мудрість, честь, слава».
6. Орденом князя Ярослава Мудрого нагороджуються громадяни України, удостоєні однієї з державних нагород України або відзнак Президента України.
7. Нагородження орденом Ярослава Мудрого провадиться послідовно, починаючи з V ступеня. Нагородження орденом князя Ярослава Мудрого наступного ступеня можливе не раніше як через 3 роки після нагородження орденом попереднього ступеня.
8. Нагородження орденом князя Ярослава Мудрого може бути проведено посмертно.
9. Ніхто не має права позбавити кавалера ордена князя Ярослава Мудрого його нагороди.
10. Іноземні громадяни і особи без громадянства нагороджуються:
  - орденом князя Ярослава Мудрого І ступеня — глави суверенних держав;
  - орденом князя Ярослава Мудрого II ступеня — глави урядів і парламентів суверенних держав, видатні державні і громадські діячі;
  - орденом князя Ярослава Мудрого III ступеня — міністри закордонних справ, керівники інших зовнішньополітичних відомств, посли іноземних держав в Україні;
  - орденом князя Ярослава Мудрого IV і V ступеня — відомі вчені, митці, письменники, релігійні діячі, бізнесмени, правозахисники, спортсмени та інші особи.
11. Орден князя Ярослава Мудрого всіх ступенів, як правило, вручає Президент України.
12. Нагородженому орденом князя Ярослава Мудрого вручається комплект атрибутів відзнаки:
  - до І ступеня — знак ордена, дві зірки ордена, плечова нагородна стрічка з бантом, мініатюра знака ордена, грамота про нагородження;
  - до II ступеня — знак ордена, зірка ордена, мініатюра знака ордена, орденська книжка;
  - до III, IV, V ступеня — знак ордена, мініатюра знака ордена, орденська книжка.
13. У разі втрати (псування) атрибутів ордена князя Ярослава Мудрого дублікати, як правило, не видаються.
14. Дублікати знака ордена, зірки ордена, мініатюри знака ордена князя Ярослава Мудрого та орденської книжки видаються Комісією державних нагород та геральдики при Президентові України на її розсуд за кошти нагородженого або безкоштовно.

## Атрибути ордена
Орден князя Ярослава Мудрого I і II ступеня має знак ордена і зірку ордена. III, IV і V ступені — тільки знак ордена.

### Орден князя Ярослава Мудрого І ступеня
Знак ордена князя Ярослава Мудрого I ступеня носять на орденському ланцюзі, одну зірку ордена — на лівій стороні грудей, іншу — на стрічці через праве плече нижче банту.
Знак ордена I ступеня виготовляється з срібла і є рівностороннім хрестом із закругленими кінцями, увінчаними мініатюрними хрестиками. Сторони хреста покриті білою і блакитною емаллю, між ними розходяться фігурні промені. На верхньому кінці знаку розміщена дужка у формі вінка з дубового листя, на який накладена старослов'янська буква «У» (Україна) синьої емалі. Посередині знаку — круглий емалевий темно-синій медальйон з позолоченим рельєфним зображенням профілю князя Ярослава Мудрого. Медальйон обрамлений двома обідками, між якими по кругу, покритому білою емаллю, напис «Ярослав Мудрий». Обідки, напис, хрестики, промені, дужка позолочені. Зворотна сторона знаку плоска, з вигравійованим номером знаку і словами «Мудрість, честь, слава». Розмір знаку — 60 мм.
Знак ордена за допомогою дужки і двох кілець прикріпляється до орденського ланцюга, який носиться на шиї. Орденський ланцюг складається з 17 медальйонів (чотири — овальних із зображенням Державного Герба і Державного Прапора України, п'ять — круглих із зображенням стилізованої старослов'янської літери «малий юс» (в офіційному описі помилково вказана літера «ять»), вісім — круглих з рослинним орнаментом), сполучених в певній послідовності. Медальйони сполучені між собою кільцями. Орденський ланцюг виготовляється з позолоченого срібла, покривається блакитною, синьою та жовтою емаллю.
Планка ордена виготовляється з позолоченого срібла.

### Зірки ордена
Зірка ордена князя Ярослава Мудрого виготовляється з срібла і має форму восьмикутної опуклої зірки з позолоченими і срібними променями, що розходяться. Посередині зірки — круглий медальйон і зображенням на темно-синьому емалевому фоні старослов'янської літери «малий юс» (в офіційному описі помилково вказана літера «ять»). Медальйон обрамлений двома обідками, між якими на позолоті — декоративний орнамент з блакитної і темно-синьої емалі. Обідки, орнамент, літера  — позолочені, рельєфні. На зворотному боці зірки — застібка для кріплення зірки до одягу (стрічці через плече). Розмір зірки між протилежними кінцями: 80 мм — для носіння на грудях, 65 мм — для носіння на стрічці-перев'язі.
Стрічка-перев'яз — шовкова муарова, з бантом у стегна, шириною 100 мм, синього кольору з жовтими смужками біля країв.

### Орден князя Ярослава Мудрого II і III ступеня
Знак ордена той самий, що і знак ордена І ступеня. У верхній частині хреста до дужки прикріплене фігурне кільце, через яке протягується стрічка для носіння знака ордена на шиї.

### Орден князя Ярослава Мудрого IV ступеня
Знак ордена той самий, що і знак ордена І ступеня, але рельєфне зображення профілю князя Ярослава Мудрого срібне.
У центрі колодки — срібне рельєфне зображення дубової гілки.
Рамка колодки позолочена.
На зворотному боці колодки — застібка для прикріплення знака ордена до одягу.

### Орден князя Ярослава Мудрого V ступеня
Знак ордена виготовляється з срібла зворотний бік знака плоский, з вигравіюваним номером знака та словами «Мудрість, честь, слава».

### Знаки, зірки, мініатюра та планка ордена
|  |  |  |  |

|  |  |  |  |

## Послідовність розміщення знаків державних нагород України
- Знак ордена князя Ярослава Мудрого I ступеня — на орденському ланцюзі;
- знак ордена князя Ярослава Мудрого II, III ступенів — на шийній стрічці після знаку ордена Свободи;
- знак ордена князя Ярослава Мудрого IV, V ступенів — на лівому боці грудей нижче знаків орденів «Золота Зірка» та Держави звання Герой України, після відзнаки Президента України «Хрест бойових заслуг» перед іншими державними нагородами;
- зірка ордена князя Ярослава Мудрого І, II ступенів — на лівому боці грудей нижче нагород на колодках (стрічках);
- зірка ордена князя Ярослава Мудрого I ступеня для носіння на плечовій стрічці — на плечовій нагородній стрічці через праве плече.

## Кавалери ордена князя Ярослава Мудрого
Першими громадянами України, удостоєними 23 серпня 1995 року ордена Князя Ярослава Мудрого V ступеня, стали відомий правознавець Федір Бурчак (Указ № 768/95) і зірки музичного мистецтва Ольга Басистюк (Указ № 767/95) і Анатолій Мокренко (Указ № 769/95).
Станом на 1 січня 2011 року, орденом князя Ярослава Мудрого I ступеня нагороджені не менш ніж 46 осіб, II ст. — 20, III ст. — 55, IV ст. — 107, найбільша кількість осіб нагороджена орденом V ступеня (згідно з Указами Президента України, наведеними на офіційному вебсайті Верховної Ради України).

### Повні кавалери ордена князя Ярослава Мудрого
За станом на 30 листопада 2021 року, вісім осіб нагороджені всіма п'ятьма ступенями ордена:
1. Митрополит Володимир (Сабодан) (V ст.: 1999, IV ст.: 2000, III ст.: 2002, II ст.: 2005, I ст.: 2008)
2. Патріарх Філарет (Денисенко) (V ст.: 1999, IV ст.: 2002, III ст.: 2004, II ст.: 2006, I ст.: 2008)
3. Тацій Василь Якович (V ст.: 1995, IV ст.: 1998, III ст.: 2009, II ст.: 2015, I ст.: 2018)
4. Горбулін Володимир Павлович (V ст.: 1997, IV ст.: 2004, III ст.: 2009, II ст.: 2017, I ст.: 2019)
5. Смолій Валерій Андрійович (V ст.: 1999, IV ст.: 2004, III ст.: 2011, II ст.: 2014, I ст.: 2019)
6. Кравчук Леонід Макарович (V ст.: 1996, IV ст.: 1999, III ст.: 2004, II ст.: 2007, I ст.: 2020)
7. Зленко Анатолій Максимович (V ст.: 2008, IV ст.: 2011, III ст.: 2016, II ст.: 2017, I ст.: 2021 (посмертно))
8. Шемшученко Юрій Сергійович (V ст.: 1999, IV ст.: 2006, III ст.: 2009, II ст.: 2016, I ст.: 2021)

### Нагородження з пропуском ступенів
Статутом нагороди визначено, що нагородження орденом князя Ярослава Мудрого провадиться послідовно, починаючи з V ступеня (для громадян України; іноземні громадяни і особи без громадянства нагороджуються в залежності від статусу або роду діяльності орденом відповідного ступеня згідно з переліком).
Разом з тим, Президент АН України Борис Євгенович Патон у 2008 році був нагороджений вищим ступенем ордена князя Ярослава Мудрого з пропуском двох ступенів (II та III ступеня); у 2018 був нагороджений орденом II ступеня. Також були оприлюднені лише укази про нагородження орденами I та II ст. Миколи Васильовича Плав'юка — президента Української Народної Республіки в екзилі у 1988—1992 роках.

### Кавалери ордена Iст.— громадяни України
| Нагороджений                           | I ступеня                  | II ступеня        | III ступеня    | IV ступеня        | V ступеня        |
| Плав'юк Микола Васильович              | 5 червня 2007              | 22 серпня 2002    |                |                   |                  |
| Володимир (Сабодан Віктор Маркіянович) | 22 липня 2008              | 23 листопада 2005 | 19 червня 2002 | 20 листопада 2000 | 28 липня 1999    |
| Філарет (Денисенко Михайло Антонович)  | 22 липня 2008              | 18 жовтня 2006    | 23 січня 2004  | 25 червня 2002    | 21 серпня 1999   |
| Патон Борис Євгенович                  | 27 листопада 2008          | 7 грудня 2018     |                | 26 листопада 2003 | 13 травня 1997   |
| Тацій Василь Якович                    | 23 липня 2018              | 27 червня 2015    | 7 жовтня 2009  | 23 серпня 1998    | 4 листопада 1995 |
| Горбулін Володимир Павлович            | 22 січня 2019              | 18 травня 2017    | 16 січня 2009  | 16 січня 2004     | 10 квітня 1997   |
| Смолій Валерій Андрійович              | 28 листопада 2019          | 30 грудня 2014    | 23 серпня 2011 | 30 грудня 2004    | 27 грудня 1999   |
| Кравчук Леонід Макарович               | 16 липня 2020              | 9 січня 2007      | 10 січня 2004  | 10 січня 1999     | 21 серпня 1996   |
| Зленко Анатолій Максимович             | 23 серпня 2021 (посмертно) | 22 грудня 2017    | 22 січня 2016  | 23 серпня 2011    | 30 травня 2008   |
| Шемшученко Юрій Сергійович             | 30 листопада 2021          | 22 серпня 2016    | 12 травня 2009 | 18 серпня 2006    | 11 травня 1999   |

### Кавалери ордена IIст.— громадяни України
| Нагороджений                       | I ступеня | II ступеня        | III ступеня    | IV ступеня      | V ступеня         |
| Стельмах Володимир Семенович       |           | 10 лютого 2010    | 28 лютого 2006 | 21 серпня 2001  | 18 січня 1999     |
| Никодим (Руснак Микола Степанович) |           | 2011              | 22 липня 2008  | 14 квітня 2006  | 21 вересня 2004   |
| Наумовець Антон Григорович         |           | 21 січня 2020     | 22 січня 2014  | 16 травня 2007  | 26 листопада 2003 |
| Блохін Олег Володимирович          |           | 14 жовтня 2020    | 29 травня 2015 | 5 липня 2012    | 19 серпня 2006    |
| Сушкевич Валерій Михайлович        |           | 16 вересня 2021   | 4 жовтня 2016  | 17 вересня 2012 | 3 квітня 2006     |
| Шаповал Володимир Миколайович      |           | 30 листопада 2021 | 27 червня 2013 | 24 червня 2011  | 21 травня 2008    |
| Мовчан Павло Михайлович            |           | 28 червня 2024    | 15 липня 2009  | 23 серпня 2005  | 8 грудня 1998     |

### Кавалери ордена IIIст.— громадяни України
| Нагороджений                          | I ступеня | II ступеня | III ступеня       | IV ступеня        | V ступеня         |
| Кушнарьов Євген Петрович              |           |            | 19 серпня 2004    | 13 листопада 2002 | 18 листопада 1998 |
| Кукоба Анатолій Тихонович             |           |            | 29 грудня 2004    | 23 вересня 1999   |                   |
| Омельченко Олександр Олександрович    |           |            | 23 березня 2006   | 21 серпня 1999    | 8 серпня 1998     |
| Потебенько Михайло Олексійович        |           |            | 16 лютого 2007    | 5 липня 2002      | 22 серпня 2000    |
| Удовенко Геннадій Йосипович           |           |            | 15 грудня 2007    | 27 грудня 2005    | 17 квітня 1998    |
| Гузар Любомир                         |           |            | 26 лютого 2008    | 29 вересня 2006   | 26 лютого 2003    |
| Мефодій (Кудряков Валерій Андрійович) |           |            | 22 липня 2008     |                   |                   |
| Муратова Кіра Георгіївна              |           |            | 29 травня 2009    | 4 листопада 2004  | 4 березня 1999    |
| Венедиктов Лев Миколайович            |           |            | 7 жовтня 2009     | 7 вересня 2001    | 8 жовтня 1999     |
| Плющ Іван Степанович                  |           |            | 11 вересня 2011   | 18 січня 2007     | 21 серпня 1996    |
| Драч Іван Федорович                   |           |            | 17 жовтня 2011    | 21 серпня 2001    | 16 жовтня 1996    |
| Пустовойтенко Валерій Павлович        |           |            | 1 грудня 2011     | 2002              | 20 серпня 1999    |
| Олійник Борис Ілліч                   |           |            | 11 квітня 2012    | 21 серпня 1999    | 17 жовтня 1995    |
| Мамутов Валентин Карлович             |           |            | 27 червня 2012    | 27 листопада 2008 | 24 січня 2003     |
| Москаленко Віталій Федорович          |           |            | 24 серпня 2012    | 23 січня 2009     | 22 січня 2004     |
| Бубка Сергій Назарович                |           |            | 24 серпня 2012    | 1 грудня 2011     | 4 вересня 2008    |
| Мартинюк Адам Іванович                |           |            | 22 січня 2013     | 16 серпня 2010    | 23 серпня 2005    |
| Толочко Петро Петрович                |           |            | 16 травня 2013    | 21 лютого 2003    | 23 лютого 1998    |
| Богуслаєв В'ячеслав Олександрович     |           |            | 28 жовтня 2013    | 24 серпня 2012    | 23 червня 2009    |
| Онищенко Олексій Семенович            |           |            | 30 листопада 2013 | 14 березня 2008   | 17 березня 2003   |
| Суркіс Григорій Михайлович            |           |            | 3 вересня 2014    | 5 липня 2012      | 19 серпня 2006    |
| Гнатюк Дмитро Михайлович              |           |            | 27 березня 2015   | 16 січня 2009     | 28 березня 2000   |
| Фомін Петро Дмитрович                 |           |            | 21 серпня 2015    | 30 листопада 2009 | 9 вересня 2004    |
| Демидов Маркіян Дмитрович             |           |            | 1 грудня 2016     | 4 листопада 2011  | 5 травня 2008     |
| Марченко Володимир Олександрович      |           |            | 24 серпня 2017    | 20 серпня 2007    | 16 липня 2002     |
| Самойленко Анатолій Михайлович        |           |            | 19 травня 2018    | 27 квітня 2013    | 14 травня 2008    |
| Кучук-Яценко Сергій Іванович          |           |            | 23 серпня 2018    | 23 серпня 2011    | 9 вересня 2004    |
| Локтєв Вадим Михайлович               |           |            | 7 грудня 2018     | 18 травня 2012    | 21 травня 2005    |
| Бобало Юрій Ярославович               |           |            | 27 червня 2020    | 27 червня 2015    | 5 травня 2009     |
| Юхновський Ігор Рафаїлович            |           |            | 21 серпня 2020    | 16 січня 2009     | 21 серпня 2001    |
| Комісаренко Сергій Васильович         |           |            | 5 лютого 2021     | 2006              | 30 листопада 2005 |
| Кремень Василь Григорович             |           |            | 23 серпня 2021    | 18 травня 2017    | 27 червня 2012    |
| Лазоришинець Василь Васильович        |           |            | 23 серпня 2021    | 18 травня 2017    | 11 червня 2007    |
| Походенко Віталій Дмитрович           |           |            | 23 серпня 2021    | 27 листопада 2008 | 26 листопада 2003 |
| Тимченко Іван Артемович               |           |            | 22 жовтня 2021    | 2 березня 2004    | 17 жовтня 1997    |
| Чуприна Петро Якович                  |           |            | 22 січня 2022     | 27 червня 2018    | 21 серпня 2015    |
| Вантух Мирослав Михайлович            |           |            | 22 січня 2024     | 20 серпня 2010    | 16 січня 2009     |
| Задніпровський Олександр Михайлович   |           |            | 27 березня 2025   | 27 серпня 2020    | 27 березня 2010   |
| Зінкевич Василь Іванович              |           |            | 1 травня 2025     | 27 червня 2020    | 16 січня 2009     |

### Кавалери ордена Iст.— іноземні громадяни
Нижче наведений перелік іноземних громадян, укази щодо нагородження яких не були оприлюднені: Найвищим, першим ступенем ордена нагороджені президенти таких країн:
- Бразилія — Фернанду Енріке Кардозу (25 жовтня 1995),
- Аргентина — Карлос Сауль Менем (27 жовтня 1995),
- Чилі — Едуардо Руїс Тагле Фрей (30 жовтня 1995),
- Китай — Цзян Цземінь (2 грудня 1995),
- Фінляндія — Марті Ахтісаарі (10 січня 1996),
- Індонезія — Сухарто (1 квітня 1996),
- Італія — Оскар Луїджи Скальфаро,
- Мексика — Ернесто Седільо Понсе де Леон,
- Польща — Александр Квасневський[10] (1997),
- Голова Державної ради Куби — Фідель Кастро (1999)[11],
- Вірменії — Серж Саргсян (2011)[12].

Орденом Ярослава Мудрого І ступеня також були нагороджені, в 1996 році, королі Іспанії — Хуан Карлос де Борбон та Софія Грецька-Ганноверська.
Нижче наведений перелік іноземних громадян, нагороджених орденом князя Ярослава Мудрого I ступеня, укази щодо нагородження яких наведені на сайті «Законодавство України» Верховної Ради України.
| №  | Нагороджений                             | Нагороджений | Нагороджений                           | I ступеня         |
| 1  | Ким Єн Сам                               | Президент Південної Кореї | Південна Корея                         | 6 грудня 1996     |
| 2  | Алієв Гейдар Алірза огли                 | Президент Азербайджану | Азербайджан                            | 20 березня 1997   |
| 3  | Назарбаєв Нурсултан Абішевич             | Президент Казахстану | Казахстан                              | 13 жовтня 1997    |
| 4  | Карімов Іслам Абдуганійович              | Президент Узбекистану | Узбекистан                             | 17 лютого 1998    |
| 5  | Жорже Фернандо Бранко де Сампайо         | Президент Португалії | Португалія                             | 10 квітня 1998    |
| 6  | Нельсон Роліглагла Мандела               | Президент Південно-Африканської республіки                                                                                        | ПАР                                    | 3 липня 1998      |
| 7  | Жак Ширак                                | Президент Франції | Франція                                | 2 вересня 1998    |
| 8  | Томас Клестіль                           | Президент Австрії | Австрія                                | 13 жовтня 1998    |
| 9  | Валдас Адамкус                           | Президент Литви | Литва                                  | 5 листопада 1998  |
| 10 | Алма Адамкене                            | дружина Президента Литви | Литва                                  | 5 листопада 1998  |
| 11 | Карл XVI Густав                          | Король Швеції | Швеція                                 | 19 березня 1999   |
| 12 | Сільвія                                  | Королева Швеції | Швеція                                 | 22 березня 1999   |
| 13 | Ясер Арафат                              | Голова Палестинської Національної Автономії                                                                                       | Палестина                              | 2 вересня 1999    |
| 14 | Едуард Амвросійович Шеварднадзе          | Президент Грузії | Грузія                                 | 1 жовтня 1999     |
| 15 | Борис Миколайович Єльцин                 | екс-президент Росії | Росія                                  | 22 січня 2000     |
| 16 | Сапармурат Атаєвич Ніязов                | Президент Туркменістану | Туркменістан                           | 18 лютого 2000    |
| 17 | Еміл Константінеску                      | Президент Румунії | Румунія                                | 7 грудня 2000     |
| 18 | Башар аль-Асад                           | Президент Сирії | Сирія                                  | 20 квітня 2002    |
| 19 | Еміль Джаміль Лахуд                      | Президент Лівану | Ліван                                  | 22 квітня 2002    |
| 20 | Абдулла бін Хусейн                       | Король Йорданії | Йорданія                               | 23 квітня 2002    |
| 21 | Кофі Атта Аннан                          | Генеральний секретар ООН | ООН                                    | 3 червня 2002     |
| 22 | Муаммар Каддафі                          | Лідер Великої Вересневої революції                                                                                                | Лівія                                  | 11 жовтня 2003    |
| 23 | Луїз Інасіу Лула да Сілва                | Президент Бразилії | Бразилія                               | 20 жовтня 2003    |
| 24 | Хаджи Хассанал Болкіях                   | Султан Брунею | Бруней                                 | 7 березня 2004    |
| 25 | Рудольф Шустер                           | Президент Словаччини | Словаччина                             | 7 червня 2004     |
| 26 | Вайра Віке-Фрейберга                     | Президент Латвії | Латвія                                 | 27 квітня 2006    |
| 27 | Воронін Володимир Миколайович            | Президент Молдови | Молдова                                | 24 травня 2006    |
| 28 | Тар'я Галонен                            | Президент Фінляндії | Фінляндія                              | 24 жовтня 2006    |
| 29 | Брайан Мартін Малруні                    | Прем'єр-міністр Канади у 1984—1993 роках                                                                                          | Канада                                 | 4 грудня 2006     |
| 30 | Стєпан Месич                             | Президент Хорватії | Хорватія                               | 24 травня 2007    |
| 31 | Шимон Перес                              | Президент Ізраїлю | Ізраїль                                | 12 листопада 2007 |
| 32 | Лех Качинський                           | Президент Польщі | Польща                                 | 6 грудня 2007     |
| 33 | Ільхам Гейдар огли Алієв                 | Президент Азербайджану | Азербайджан                            | 19 травня 2008    |
| 34 | Тарчізіо Бертоне                         | Державний секретар Святого Престолу, кардинал                                                                                     | Ватикан                                | 21 травня 2008    |
| 35 | Валдіс Затлерс                           | Президент Латвії | Латвія                                 | 25 червня 2008    |
| 36 | Шойом Ласло                              | Президент Угорщини | Угорщина                               | 7 липня 2008      |
| 37 | Едвард Фенех Адамі                       | Президент Мальти | Мальта                                 | 9 липня 2008      |
| 38 | Варфоломій I                             | Вселенський Патріарх, святіший архієпископ Константинополя — Нового Риму                                                          | Константинопольська православна церква | 22 липня 2008     |
| 39 | Емомалі Рахмон                           | Президент Таджикистану | Таджикистан                            | 3 грудня 2008     |
| 40 | Рауль Кастро Рус                         | Голова Державної ради та Ради міністрів Куби                                                                                      | Куба                                   | 26 березня 2010   |
| 41 | Ху Цзіньтао                              | Голова Китаю | КНР                                    | 31 серпня 2010    |
| 42 | Ніколя Саркозі                           | Президент Франції | Франція                                | 6 жовтня 2010     |
| 43 | Акіхіто                                  | Імператор Японії | Японія                                 | 12 січня 2011     |
| 44 | Цахіагійн Елбегдорж                      | Президент Монголії | Монголія                               | 29 червня 2011    |
| 45 | Дімітріс Хрістофіас                      | Президент Кіпру | Кіпр                                   | 4 липня 2011      |
| 46 | шейх Халіфа бін Заїд аль Нахайян         | Президент Об'єднаних Арабських Еміратів                                                                                           | ОАЕ                                    | 23 листопада 2012 |
| 47 | шейх Хамад бін Халіфа Аль Тані           | Емір Катару | Катар                                  | 23 листопада 2012 |
| 48 | Феодор II                                | Патріарх Александрійський і всієї Африки                                                                                          |                                        | 27 липня 2013     |
| 49 | Іоанн X                                  | Патріарх Великої Антіохії і всього Сходу                                                                                          |                                        | 27 липня 2013     |
| 50 | Феофіл III                               | Патріарх Святого Города Єрусалима і всієї Палестини                                                                               |                                        | 27 липня 2013     |
| 51 | Кирил                                    | Патріарх Московський і всієї Русі                                                                                                 | Росія                                  | 27 липня 2013     |
| 52 | Ілля II                                  | Католикос-Патріарх всієї Грузії                                                                                                   | Грузія                                 | 27 липня 2013     |
| 53 | Іриней                                   | Патріарх Сербський | Сербія                                 | 27 липня 2013     |
| 54 | Даниїл                                   | архієпископ Бухарестський, Патріарх Румунський                                                                                    | Румунія                                | 27 липня 2013     |
| 55 | Неофіт                                   | Патріарх Болгарський, митрополит Софійський                                                                                       | Болгарія                               | 27 липня 2013     |
| 56 | Хризостом II                             | предстоятель Кіпрської православної церкви, архієпископ Нової Юстиніани та всього Кіпру                                           | Кіпр                                   | 27 липня 2013     |
| 57 | Ієронім II                               | архієпископ Афінський і всієї Еллади                                                                                              | Греція                                 | 27 липня 2013     |
| 58 | Анастасій                                | архієпископ Тиранський і всієї Албанії                                                                                            | Албанія                                | 27 липня 2013     |
| 59 | Савва                                    | предстоятель Польської автокефальної православної церкви, митрополит Варшавський і всієї Польщі                                   | Польща                                 | 27 липня 2013     |
| 60 | Симеон                                   | архієпископ Оломоуцький і Брненський, місцеблюститель Предстоятельського престолу Православної церкви Чеських земель і Словаччини |                                        | 27 липня 2013     |
| 61 | Тихон                                    | архієпископ Вашингтонський і Нью-Йоркський, митрополит всієї Америки і Канади                                                     |                                        | 27 липня 2013     |
| 62 | Броніслав Коморовський                   | Президент Польщі | Польща                                 | 16 грудня 2014    |
| 63 | Росен Плевнелієв                         | Президент Болгарії | Болгарія                               | 29 червня 2016    |
| 64 | Марі-Луїз Колейро Прека                  | Президент Мальти | Мальта                                 | 15 травня 2017    |
| 65 | Салман ібн Абдул-Азіз Аль Сауд           | Хранитель Двох Святинь, король Саудівської Аравії                                                                                 | Саудівська Аравія                      | 30 жовтня 2017    |
| 66 | шейх Сабах Аль-Ахмад Аль-Джабер Ас-Сабах | Емір Держави Кувейт | Кувейт                                 | 15 березня 2018   |
| 67 | Раймондс Вейоніс                         | Президент Латвійської Республіки                                                                                                  | Латвія                                 | 22 листопада 2018 |
| 68 | Жан-Клод Юнкер                           | Президент Європейської Комісії | Європейський Союз Люксембург           | 11 травня 2019    |
| 69 | Дональд Туск                             | Президент Європейської Ради | Європейський Союз Польща               | 11 травня 2019    |
| 70 | Реджеп Тайїп Ердоган                     | Президент Туреччини | Туреччина                              | 15 жовтня 2020    |
| 71 | Янош Адер                                | Президент Угорщини | Угорщина                               | 23 серпня 2021    |
| 72 | Анджей Дуда                              | Президент Республіки Польща | Польща                                 | 23 серпня 2021    |
| 73 | Керсті Кальюлайд                         | Президент Естонської Республіки                                                                                                   | Естонія                                | 23 серпня 2021    |
| 74 | Егілс Левітс                             | Президент Латвійської Республіки                                                                                                  | Латвія                                 | 23 серпня 2021    |
| 75 | Шарль Мішель                             | Президент Європейської Ради | Європейський Союз Бельгія              | 23 серпня 2021    |
| 76 | Ґітанас Науседа                          | Президент Литовської Республіки                                                                                                   | Литва                                  | 23 серпня 2021    |
| 77 | Саулі Нійністе                           | Президент Фінляндської Республіки                                                                                                 | Фінляндія                              | 23 серпня 2021    |
| 78 | Борут Пахор                              | Президент Республіки Словенія | Словенія                               | 23 серпня 2021    |
| 79 | Мая Санду                                | Президент Республіки Молдова | Молдова                                | 23 серпня 2021    |
| 80 | Валдіс Домбровскіс                       | Виконавчий віце-президент Європейської Комісії                                                                                    | Європейський Союз Латвія               | 23 серпня 2021    |
| 81 | Маріо Драґі                              | Голова Ради міністрів Італійської Республіки                                                                                      | Італія                                 | 23 серпня 2022    |
| 82 | Урсула фон дер Ляєн                      | Президент Європейської Комісії | Європейський Союз Німеччина            | 23 серпня 2022    |
| 83 | Петр Фіала                               | Прем'єр-міністр Чеської Республіки                                                                                                | Чехія                                  | 31 жовтня 2022    |
| 84 | Марк Рютте                               | Прем'єр-міністр Королівства Нідерланди                                                                                            | Нідерланди                             | 27 січня 2023     |
| 85 | Алехандро Джамматтеї                     | Президент Республіки Гватемала | Гватемала                              | 11 травня 2023    |
| 86 | Єнс Столтенберг                          | Генеральний секретар НАТО | НАТО Норвегія                          | 4 вересня 2023    |
| 87 | Аль Сауд Мухаммад бін Салман             | Спадкоємний принц, Прем'єр-міністр Королівства Саудівська Аравія                                                                  | Саудівська Аравія                      | 28 грудня 2023    |
| 88 | Еді Рама                                 | Прем'єр-міністр Республіки Албанія                                                                                                | Албанія                                | 28 грудня 2023    |
| 89 | Педро Санчес Перес-Кастехон              | Прем'єр-міністр Королівства Іспанія                                                                                               | Іспанія                                | 28 грудня 2023    |
| 90 | Зузана Чапутова                          | Президент Словацької Республіки                                                                                                   | Словаччина                             | 9 травня 2024     |
| 91 | Александер де Кроо                       | Прем'єр-міністр Королівства Бельгія                                                                                               | Бельгія                                | 23 серпня 2024    |
| 92 | Алар Каріс                               | Президент Естонської Республіки                                                                                                   | Естонія                                | 23 серпня 2024    |
| 93 | Кісіда Фуміо                             | Прем'єр-міністр Японії | Японія                                 | 23 серпня 2024    |
| 94 | Ульф Крістерссон                         | Прем'єр-міністр Швеції | Швеція                                 | 23 серпня 2024    |
| 95 | Родріго Чавес Роблес                     | Президент Республіки Коста-Рика                                                                                                   | Коста-Рика                             | 23 серпня 2024    |

### Кавалери ордена IIст.— іноземні громадяни
Нижче наведений перелік іноземних громадян, нагороджених орденом князя Ярослава Мудрого II ступеня (згідно з указами Президента України, розміщеними на сайті «Законодавство України» Верховної Ради України).
| №  | Нагороджений                                     | Нагороджений | Нагороджений       | II ступеня        |
| 1  | Мігель Анхель Мартінес                           | Голова Парламентської Асамблеї Ради Європи | Іспанія            | 26 січня 1996     |
| 2  | Гаетано Джіфуні                                  | Глава Загального Секретаріату Президента Італії | Італія             | 30 жовтня 1997    |
| 3  | Альгірдас Саударгас                              | Міністр закордонних справ Литви | Литва              | 5 листопада 1998  |
| 4  | Альбінас Янушка                                  | Радник Президента Литви з питань національної безпеки та зовнішньої політики                                                                                          | Литва              | 5 листопада 1998  |
| 5  | Ганс-Дітріх Геншер                               | Колишній Федеральний міністр закордонних справ Німеччини | Німеччина          | 7 вересня 2001    |
| 6  | Джордж Робертсон                                 | Генеральний секретар НАТО | НАТО               | 17 грудня 2003    |
| 7  | Лех Валенса                                      | Багаторічний лідер профспілкового об'єднання «Солідарність», Президент Польщі у 1990—1995 роках                                                                       | Польща             | 31 серпня 2005    |
| 8  | Джеймс Мейс                                      | Історик-дослідник, громадський діяч, громадянин США (посмертно) | США                | 26 листопада 2005 |
| 9  | Мацууру Коїчиро                                  | Генеральний директор Організації Об'єднаних Націй з питань освіти, науки і культури (ЮНЕСКО)                                                                          | ООН                | 30 березня 2006   |
| 10 | Ганс-Герт Пьоттерінг                             | Президент Європейського Парламенту | Європейський Союз  | 19 листопада 2008 |
| 11 | Мігель Анхель Моратінос                          | Міністр закордонних справ та співробітництва Королівства Іспанія | Іспанія            | 1 лютого 2010     |
| 12 | Бернар Кушнер                                    | Міністр закордонних і європейських справ Франції | Франція            | 6 жовтня 2010     |
| 13 | Клод Геан                                        | Генеральний секретар Адміністрації Президента Франції | Франція            | 6 жовтня 2010     |
| 14 | Жан-Давід Левітт                                 | Дипломатичний радник Президента Франції | Франція            | 6 жовтня 2010     |
| 15 | П'єр Селлал                                      | Генеральний секретар Міністерства закордонних і європейських справ Франції                                                                                            | Франція            | 6 жовтня 2010     |
| 16 | Хаджі Аль-Мухтаді Білла                          | Кронпринц та Старший міністр офісу Прем'єр-міністра Брунею Даруссаламу                                                                                                | Бруней             | 24 березня 2011   |
| 17 | Аль-Мухаммед Ас-Сабах Нассер                     | Прем'єр-міністр Держави Кувейт | Кувейт             | 26 квітня 2011    |
| 18 | Блаттер Джозеф (Зепп)                            | Президент Міжнародної федерації футболу (ФІФА), Швейцарська Конфедерація                                                                                              | Швейцарія          | 24 серпня 2013    |
| 19 | Нільс Даніел Карл Більдт                         | Державний діяч, міністр закордонних справ Королівства Швеція у 2006—2014 роках                                                                                        | Швеція             | 22 серпня 2016    |
| 20 | Валдас Адамкус                                   | Президент Литви у 1998—2003 роках та 2004—2009 роках, видатний державний та громадський діяч                                                                          | Литва              | 3 листопада 2016  |
| 21 | Джозеф Мускат                                    | Прем'єр-міністр Мальти | Мальта             | 15 травня 2017    |
| 22 | Андрюс Кубілюс                                   | Прем'єр-міністр Литви у 1999—2000, 2008—2012 роках | Литва              | 23 серпня 2017    |
| 23 | Валдіс Домбровскіс                               | Віце-президент Європейської Комісії з питань євро та соціального діалогу, фінансової стабільності, фінансових послуг та Союзу ринків капіталу                         | Латвія             | 27 лютого 2019    |
| 24 | Томмессен Олемік                                 | Президент Стортингу Королівства Норвегії у 2013—2018 роках | Норвегія           | 23 серпня 2019    |
| 25 | Карел Шварценберг                                | Депутат Парламенту Чеської Республіки | Чехія Швейцарія    | 22 серпня 2020    |
| 26 | Марош Шефчович                                   | Віце-президент Європейської Комісії | Словаччина         | 22 серпня 2020    |
| 27 | Стефан Левен                                     | Прем'єр-міністр Королівства Швеція | Швеція             | 23 серпня 2021    |
| 28 | Матеуш Моравецький                               | Голова Ради Міністрів Республіки Польща | Польща             | 1 червня 2022     |
| 29 | Ярослав Качинський                               | Віце-прем'єр-міністр Республіки Польща | Польща             | 1 червня 2022     |
| 30 | Ентоні Джон Блінкен                              | Державний секретар Сполучених Штатів Америки | США                | 23 серпня 2022    |
| 31 | Маріо Адольфо Букаро Флорес                      | Міністр закордонних справ Республіки Гватемала | Гватемала          | 23 серпня 2022    |
| 32 | Даніел Змек                                      | Начальник Генерального штабу Збройних сил Словацької Республіки, генерал                                                                                              | Словаччина         | 23 серпня 2022    |
| 33 | Марк Александер Міллі                            | Голова Об'єднаного комітету начальників штабів Збройних Сил Сполучених Штатів Америки                                                                                 | США                | 23 серпня 2022    |
| 34 | Ллойд Джеймс Остін III                           | Міністр оборони Сполучених Штатів Америки | США                | 23 серпня 2022    |
| 35 | Джейкоб Салліван                                 | Помічник Президента Сполучених Штатів Америки з питань національної безпеки                                                                                           | США                | 23 серпня 2022    |
| 36 | Уоллес Роберт Бен Лоббан                         | Державний секретар з питань оборони Сполученого Королівства Великої Британії і Північної Ірландії                                                                     | Велика Британія    | 6 вересня 2022    |
| 37 | Бербель Бас                                      | Президент Бундестагу | Німеччина          | 21 жовтня 2022    |
| 38 | Ельжбета Вітек                                   | Спікер Сейму Республіки Польща | Польща             | 21 жовтня 2022    |
| 39 | Масуд Гарахані                                   | Президент Стортингу Королівства Норвегії | Норвегія           | 21 жовтня 2022    |
| 40 | Томаш Гродзький                                  | Маршал Сенату Польщі | Польща             | 21 жовтня 2022    |
| 41 | Марк Дейлі                                       | Голову Сенату Парламенту Ірландії | Ірландія           | 21 жовтня 2022    |
| 42 | Талат Джафері                                    | Голова Собранія Республіки Північна Македонія | Північна Македонія | 21 жовтня 2022    |
| 43 | Ірен Келін                                       | Голова Національної Ради Федеральних Зборів Швейцарської Конфедерації                                                                                                 | Швейцарія          | 21 жовтня 2022    |
| 44 | Жерар Ларше                                      | Голова Сенату Франції | Франція            | 21 жовтня 2022    |
| 45 | Інара Мурнієце                                   | Голова Сенату Латвії | Латвія             | 21 жовтня 2022    |
| 46 | Ненсі Пелосі                                     | Спікер Палати представників США | США                | 21 жовтня 2022    |
| 47 | Юрі Ратас                                        | Голова Рійгікогу Естонії | Естонія            | 21 жовтня 2022    |
| 48 | Вікторія Чмілітє-Нільсен                         | Спікер Сейму Литви | Литва              | 21 жовтня 2022    |
| 49 | Гордан Яндрокович                                | Голова Сабору Хорватії | Хорватія           | 21 жовтня 2022    |
| 50 | Ярослав Надь                                     | Міністр оборони Словацької Республіки | Словаччина         | 4 листопада 2022  |
| 51 | Яель Браун-Піве                                  | Голова Національних зборів Французької Республіки | Франція            | 27 січня 2023     |
| 52 | Мілош Вистрчіл                                   | Голова Сенату Парламенту Чеської Республіки | Чехія              | 14 квітня 2023    |
| 53 | Маркета Пекарова Адамова                         | Голова Палати депутатів Парламенту Чеської Республіки | Чехія              | 14 квітня 2023    |
| 54 | Кая Каллас                                       | Прем'єр-міністр Естонії | Естонія            | 24 квітня 2023    |
| 55 | Річард Блюменталь                                | Сенатор Сполучених Штатів Америки | США                | 4 вересня 2023    |
| 56 | Джо Вілсон                                       | Конгресмен Сполучених Штатів Америки | США                | 4 вересня 2023    |
| 57 | Меррік Гарланд                                   | Генеральний прокурор, Міністр юстиції Сполучених Штатів Америки | США                | 4 вересня 2023    |
| 58 | Ліндсі Грем                                      | Сенатор Сполучених Штатів Америки | США                | 4 вересня 2023    |
| 59 | Гросу Ігор                                       | Голова Парламенту Республіки Молдова | Молдова            | 4 вересня 2023    |
| 60 | Етжен Фернан                                     | Голова Палати депутатів Великого Герцогства Люксембург | Люксембург         | 4 вересня 2023    |
| 61 | Міхал Мартін                                     | Віцепрем'єр-міністр, Міністр закордонних справ та Міністр оборони Ірландії                                                                                            | Ірландія           | 4 вересня 2023    |
| 62 | О'Фарілл Шон                                     | Голова нижньої палати Парламенту Ірландії | Ірландія           | 4 вересня 2023    |
| 63 | Юссі Галла-аго                                   | Спікер Парламенту Фінляндської Республіки | Фінляндія          | 4 вересня 2023    |
| 64 | Аль Тані Мухаммада бін Абдулрахмана бін Джассіма | Прем'єр-міністр, Міністр закордонних справ Держави Катар | Катар              | 28 грудня 2023    |
| 65 | Інґріда Шимоніте                                 | Прем'єр-міністр Литовської Республіки | Литва              | 28 грудня 2023    |
| 66 | Ксав'є Бетель                                    | Віцепрем'єр-міністр, Міністр закордонних справ та зовнішньої торгівлі, Міністр співробітництва з питань розвитку та гуманітарних справ Великого Герцогства Люксембург | Люксембург         | 23 серпня 2024    |
| 67 | Сорен Геле                                       | Спікер Фолькетингу Данії | Данія              | 23 серпня 2024    |